# 南部雅一
南部 雅一（なんぶ まさかず、1988年4月18日 - ）は、日本の舞台俳優、声優。劇団若草所属。埼玉県出身。

## 人物
曽祖母、祖母、両親、姉、弟、妹といった大家族で育つ。
物心ついた頃からテレビっ子だった。テレビアニメ『クレヨンしんちゃん』、『ポケットモンスター』を家族皆で見ており、特に『クレヨンしんちゃん』が好きで、しんちゃんの物まねもよくしていた。テレビドラマも好きで、ビデオに録画しては何回も見ていた。
中学時代は学級委員を務めたり、しっかり者に見られたかったんだと語る。人物と付き合うのが苦手だったことから、積極的に友人に話しかけたり、人の輪に加わろうと努力していた。しかしうまく立ち回れてなかったようで、陰口をたたかれて傷ついており、いじめにあり、ふさぎ込んでいた時期だった。
その時に中学2年生の夏休みに『機動戦士ガンダムSEED』の特別番組を見ていた。『機動戦士ガンダムSEED』の主人公の葛藤、悲しみが、ストレートに心に伝わってきて感銘を受けて、「こんな人を感動させられるような仕事をしたい」と思うようになり、声優を目指すきっかけになった。
高校時代は中学校時代からしていたテニス部に入部したが、あまり友人とうまくいかなくて続けられなくなり、音楽部に入部。それで文化祭、先輩の壮行会などで舞台に立ち、合唱、出し物をしたり、得意なお笑い芸人の物まねを披露したりして、けっこうウケて、舞台に立つ喜びを知った。
高校卒業時には本格的に声優の道を目指そうと決めて、日本工学院八王子専門学校クリエイターズカレッジ声優・俳優科に進学。

## 出演作品

### 吹き替え
- ヒックとドラゴン（タフ）
- ヒックとドラゴン 〜バーク島の冒険〜（タフ）
- ヒックとドラゴン 〜バーク島を守れ〜（タフ）
- ヒックとドラゴン2（タフ）
- ヒックとドラゴン 聖地への冒険（タフ[2]）